# Necroot

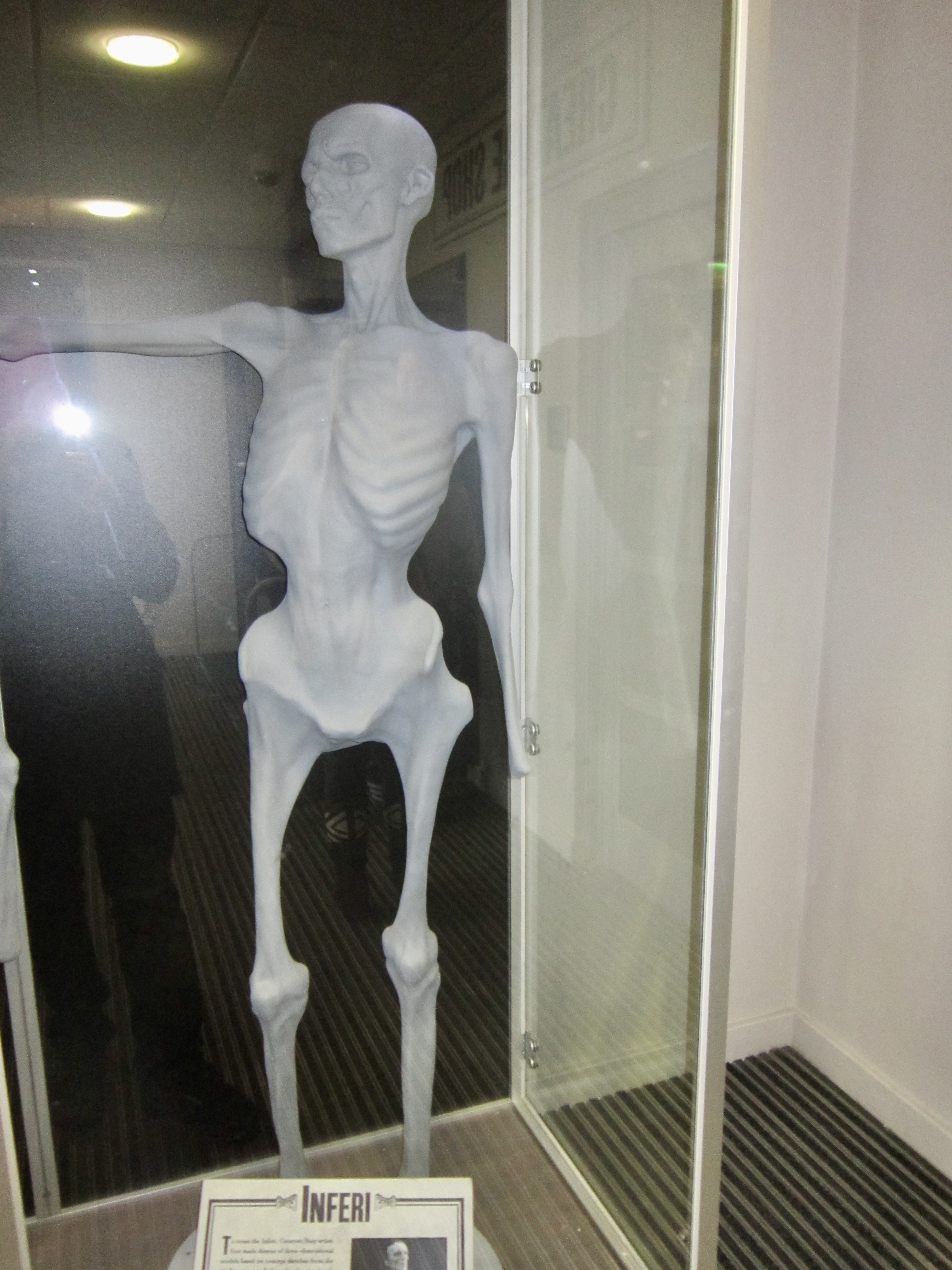
Een Necroot, zoals te zien in Harry Potter en de Halfbloed Prins

Een Necroot (Grieks: νεκρος = lijk of dode) (Engels: Inferius, meervoud Inferi) is een wezen uit de Harry Potterboekenreeks van de Britse schrijfster Joanne Rowling.
Een Necroot is een menselijk lijk dat tot op zekere hoogte gereanimeerd is door de spreuken van een Duistere Tovenaar. Het heeft geen bewustzijn en leeft dus niet, maar wordt als een soort marionet gebruikt door de tovenaar en voert zijn bevelen uit. Net als veel andere wezens die in kou en duisternis leven, vrezen Necroten licht en warmte. Een Necroot is geen geest: een geest is een afdruk die een heengegane ziel heeft achtergelaten op aarde en is doorzichtig; Necroten zijn dode lichamen, dus massief.
Heer Voldemort maakte gebruik van Necroten. Zo liggen er Necroten onder het wateroppervlak om de Medaillon van Zwadderich, een van de Gruzielementen van Voldemort, te bewaken. In de boeken kwamen de Necroten voor het eerst voor in het zesde boek. Tijdens de Tweede Tovenaarsoorlog werd er mogelijk door Voldemort opnieuw gebruikgemaakt van Necroten, dit blijkt uit een folder met veiligheidsmaatregelen van het Ministerie van Toverkunst:
Tot dusver onbevestigde berichten wijzen erop dat de Dooddoeners mogelijk gebruikmaken van Necroten. Iedere waarneming van of confrontatie met een Necroot moet ONMIDDELLIJK gemeld worden aan het Ministerie.
Harry Potter krijgt er aan het einde van zijn zesde jaar mee te maken als hij samen met Albus Perkamentus een grot betreedt om een gruzielement te vinden om te vernietigen. Het betrof hier het medaillon van Zwadderich dat op een eiland in een meer te vinden was. In dit meer zwommen necroten die het eiland bewaakten. Wanneer iemand het medaillon wilde hebben moest iemand een bassin met drank leegdrinken waardoor men verschrikkelijke gedachten kreeg, vergelijkbaar met een verschrikkelijke dorst. Wanneer men dan water wou drinken, lukte dit niet, het water verdween voor de mond. Men moest het water uit het meer pakken om te kunnen drinken. Wanneer men een beker in het meer stak vielen de necroten echter aan. Het lukt Harry, met de hulp van Perkamentus, om de necroten te verslaan en uit de grot te ontkomen. In het zevende boek blijkt ook de huis-elf Knijster aan de necroten te ontkomen te zijn in diezelfde grot. Hem lukte dit door te verdwijnselen, daar zijn meester, Regulus Zwarts hem riep. Tovenaars en heksen konden niet verdwijnselen uit de grot, huis-elfen echter wel, iets waar Voldemort geen rekening had gehouden, daar hij geen acht sloeg op de toverkunst van de huis-elfen die hij als minder beschouwde.